# Neoxyphinus ogloblini
Neoxyphinus ogloblini är en spindelart som beskrevs av Birabén 1953. Neoxyphinus ogloblini ingår i släktet Neoxyphinus och familjen dansspindlar. Inga underarter finns listade i Catalogue of Life.